# Byle
Byle är en småort i Skedevi socken i Finspångs kommun, cirka 9 km söder om Vingåker. 
Byn ligger vid sjön Tisnarens strand i norra Östergötland, nära gränsen mot Vingåkers kommun i Södermanlands län. Här finns bland annat en badplats, skola och fotbollsplanen Tisnarvallen, hemmaplan för Marsjö-Byle GoIF. Byle är den nordligaste orten i östra Götaland och strax under 2 km norr om orten går den 59:e breddgraden.